# Llac Albert
El llac Albert és un dels grans llacs d'Àfrica. És el setè llac de l'Àfrica per la seva superfície. El llac Albert va ser anomenat originalment Mwitanzige pels pobladors locals. Els colons també van utilitzar la forma pidginitzada d'Albert Nyanza. Posteriorment, el dictador del Zaire va donar-li el seu nom (Mobutu Sese Seko).

## Geografia
El llac Albert es troba al centre del continent, a la frontera entre Uganda i la República Democràtica del Congo, a una altitud de 619 msnm. El llac Albert és el més septentrional de la cadena de llacs de la Gran Vall del Rift. Té una superfície de 5.270 km². La seva llargada és de prop de 160 km i l'amplada de 30 km. La profunditat màxima n'és de 51 metres.
El llac forma part del complicat sistema del Nil superior. Les seves fonts principals són el Nil Victòria, riu que prové del llac Victòria, cap al sud-est, i el riu Semliki, procedent del llac Eduard cap al sud-oest. La seva sortida, a la part nord del llac, és el Nil Albert (conegut amb el nom de Nil de les muntanyes quan penetra al Sudan).
A la part sud del llac, on desemboca el Semliki, hi ha aiguamolls, mentre que les muntanyes Blaves en voregen la riba nord-oest. Entre les poques localitats que hi ha a la riba del llac, es troben Butiaba i Pakwach.

## Característiques de l'aigua
A diferència dels profunds llac Malawi, llac Tanganyika i llac Kivu, la temperatura de l'aigua del llac Albert és relativament estable, situant-se al voltant dels 27-29 °C. Fins i tot les zones més profundes contenen oxigen.
L'aigua té un pH al voltant o just per sota de 9 i una conductivitat elèctrica al voltant de 720-780 μS/cm. Tots dos valors són molt alts per a un llac d’aigua dolça, però inferiors als del llac Edward.

## Vida animal
El llac Albert acull nombrosos animals aquàtics i semi-aquàtics com hipopòtams, cob d'Uganda, cocodrils de Nil, varans del Nil, tortugues de closca tova africans, Pelusios chapini, Pelusios williamsi, diverses espècies de serps semiaquàtics i granotes.  Les aus aquàtiques són nombroses, destacant els pelicans, ardèids i el rar bec d'esclop.

## Peix i pesca
El llac Albert està habitat per 46 espècies de peixos, set de les quals són endèmiques, és a dir, només es troben aquí. Quatre de les espècies endèmiques són cíclids del gènere Haplochromis (H. albertianus, H. avium, H. bullatus i H. mahagiensis). Les espècies no endèmiques (com ara H. wingatii) comparteixen el llac Albert amb el Nil i els seus afluents. A més, es van descobrir quatre mol·luscs endèmics, un musclo i tres espècies de caragols. A més de la perca del Nil, una segona espècie de perca gegant, Lates macrophthalmus, es troba al llac Albert, però no és endèmica.
Excepte els cocodrils del Nil, els depredadors més grans del llac són la perca del Nil (autòctona, a diferència d'altres llacs de la vall del Rift on es introdueixen i són invasores), el peix hydrocynus forskahlii, el peix hydrocynus vittatus, peix pulmonat ratllat, el cornish jack, el Bagrus docmak, Clarias gariepinus i Heterobranchus longifilis. Altres que donen suport a les pesqueries importants són la Tilàpia del Nil, la Barbus bynni, Albert lates, el peix gat elèctric i el bagre auchenoglanis occidentalis que es capturen amb mètodes de pesca estàndard, i el petit Brycinus nurse i neobola bredoi que es capturen principalment amb la pesca lleugera. Fins al 30% de la producció de peix a Uganda prové del llac Albert.
El llac Albert té menys endemisme que els altres Grans Llacs d'Àfrica. Encara que el Nil Albert, la secció del Nil que surt del llac Albert, té diversos ràpids a la regió de Nimule, aquests no han aïllat efectivament el llac de les principals seccions del Nil. En canvi, el llac Edward (i finalment el llac George) està aïllat efectivament del llac Albert pels ràpids del riu Semliki, mentre que el llac Kyoga (i, finalment, el llac Victòria) està aïllat efectivament del llac Albert per les cascades Murchison al Nil Victòria. Com a conseqüència, la majoria dels peixos del llac Albert són espècies fluvials generalitzades que també es troben als principals trams del Nil. Hi ha pocs cíclids haplocromínics; un grup molt divers en altres llacs de la vall del Rift. De les sis haplocromines del llac Albert, quatre són endèmiques (Haplochromis albertianus, Haplochromis avium, H. bullatus i Haplochromis mahagiensis) i dues també es troben al Nil (haplochromis loati i pseudocrenilabrus multicolor). En comparació, la majoria de les més de 60 haplocromines del llac Edward–George i la majoria de les aproximadament 600 haplocromines del llac Victòria–Kyoga són endèmiques. Les úniques altres espècies de peixos endèmiques del llac Albert són el petit ciprínid Engraulicypris bredoi i l'Albert lates, en perill d'extinció.

## Història

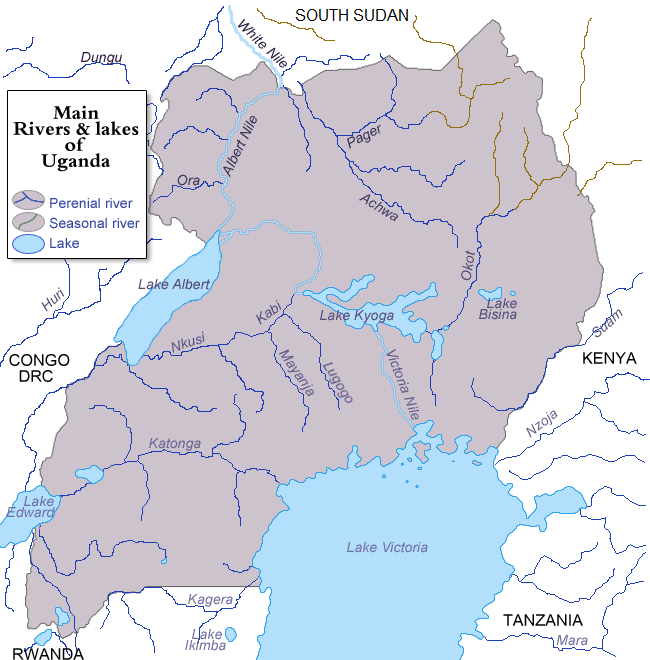
Rius i els llacs d'Uganda.

El llac Albert encara és conegut pel nom de Mwitanzige pels banyoro i batooro i altres pobles que han estat poblant la regió durant segles des d'abans de l'època colonial. Aquest nom significa ‘assassí de llagostes', per omwita ‘que mata’ i enzige ‘llagostes' en la llengua runyoro. Això es deu a una llegenda local que conta com una plaga de llangostes havien destrossat els cultius de la gent de l'est del llac, però quan van intentar travessar a l'altre costat mai no van arribar-hi. A causa de la naturalesa oral de la cultura d'allà, no es pot saber amb certesa si aquest relat va esdevenir en realitat.
L'any 1864 els exploradors Samuel Baker i Florence von Sass van descobrir el llac i el van rebatejar amb el nom de llac Albert en honor d'Albert de Saxònia-Coburg Gotha, marit de la reina Victòria, mort tres anys abans.
Els colons britànics van planejar el transport marítim a través del llac com a part d'una xarxa de serveis ferroviaris, vapors fluvials i lacustres que havien d'unir tots els interessos britànics des d'Egipte fins a Sud-àfrica.
A la dècada de 1930, Butiaba era un port pesquer molt concorregut i una important estació de relleus a la ruta britànica del Caire a Ciutat del Cap en hidroavió. Es va establir un servei de ferri entre Ntoroko i Butiaba. Els plans exteriors de la pel·lícula de culte African Queen protagonitzada per Katharine Hepburn i Humphrey Bogart es van rodar aquí el 1951. Durant les greus inundacions de 1962, el ferri i les instal·lacions portuàries van ser gairebé completament destruïdes i no es van reconstruir després.
El 1973, el dictador congolès Mobutu Sese Seko va donar el seu nom al llac, però aquest nom va desaparèixer ràpidament després de la seva caiguda el 1997.
Són nombroses les tragèdies ocorregudes al llac en sotsobrar-hi vaixells:
- El març de 2014, un vaixell que transportava refugiats congolesos es va bolcar i va matar més de 250 persones.[20]
- El 26 de desembre de 2016, un vaixell que transportava 45 membres i aficionats d'un equip de futbol local es va capgirar i va matar almenys 30 persones.[21]
- El 24 de desembre de 2020, trenta persones van morir quan un vaixell va bolcar en ruta d'Uganda al Congo. Els passatgers estaven preocupats per les restriccions de viatge relacionades amb la pandèmia de COVID-19.[22]

D’altra banda, l'assentament de Kibiro al llac Albert té una gran importància cultural i arqueológica.
Hi ha una fàbrica de peix a Butiaba que abasteix tota Uganda. En altres pobles petits del llac, la pesca només es fa per a les necessitats locals. La producció de sal a la vora del llac es va abandonar a la dècada de 1980.
El juliol de 2007, els descobriments de petroli van provocar disputes frontereres entre Uganda i la República Democràtica del Congo. Diverses persones van morir en combats, inclòs un geòleg britànic. La petita illa de Rukwanzi a l'extrem sud del llac va ser ocupada per soldats congolesos. Tot i un acord entre els dos estats per resoldre el conflicte de manera pacífica, els conflictes armats van tornar a esclatar al llac. El curs exacte de la frontera encara es discuteix.

## Economia
Heritage Oil i Tullow Oil han anunciat importants descobriments de petroli a la conca del llac Albert, amb estimacions de mil milions de barrils, cosa que el convertiria en el dipòsit més gran trobat a l’Àfrica subsahariana en més de vint anys. Explotació a partir de 2014.
La petroliera Oil of RDCongo, filial del grup miner Fleurette pertanyent a l'empresari israelià Dan Gertler, propera al cap d'estat congolès Joseph Kabila, anuncia el descobriment d'una reserva de tres mil milions de barrils de petroli sota el llac Albert, a l'est de l'antic Zaire, que segons ella podria augmentar el PIB d'aquest país un 25% amb una producció de 50 000 barrils diaris; una reserva similar pot estar al costat ugandès del llac.